# Batalla de Liaoyang
La batalla de Liaoyang (en japonés: 遼陽会戦 Ryōyō kaisen; 24 de agosto-4 de septiembre de 1904) fue una de las mayores batallas terrestres de la guerra ruso-japonesa. Tres ejércitos japoneses arrebataron Liaoyang a las fuerzas rusas del general Alekséi Kuropatkin, que tuvo que replegarse a Mukden.

## Preliminares
Mientras el Ejército Imperial Japonés se estacionaba frente a Port Arthur para iniciar el asedio, una gran fuerza bajo el mando del Mariscal de Campo Oyama Iwao se dirigió hacia el norte para asegurar el estratégico cruce de línea férrea de Liaoyang, en el saliente de Mukden–Port Arthur, en Manchuria.

## La batalla

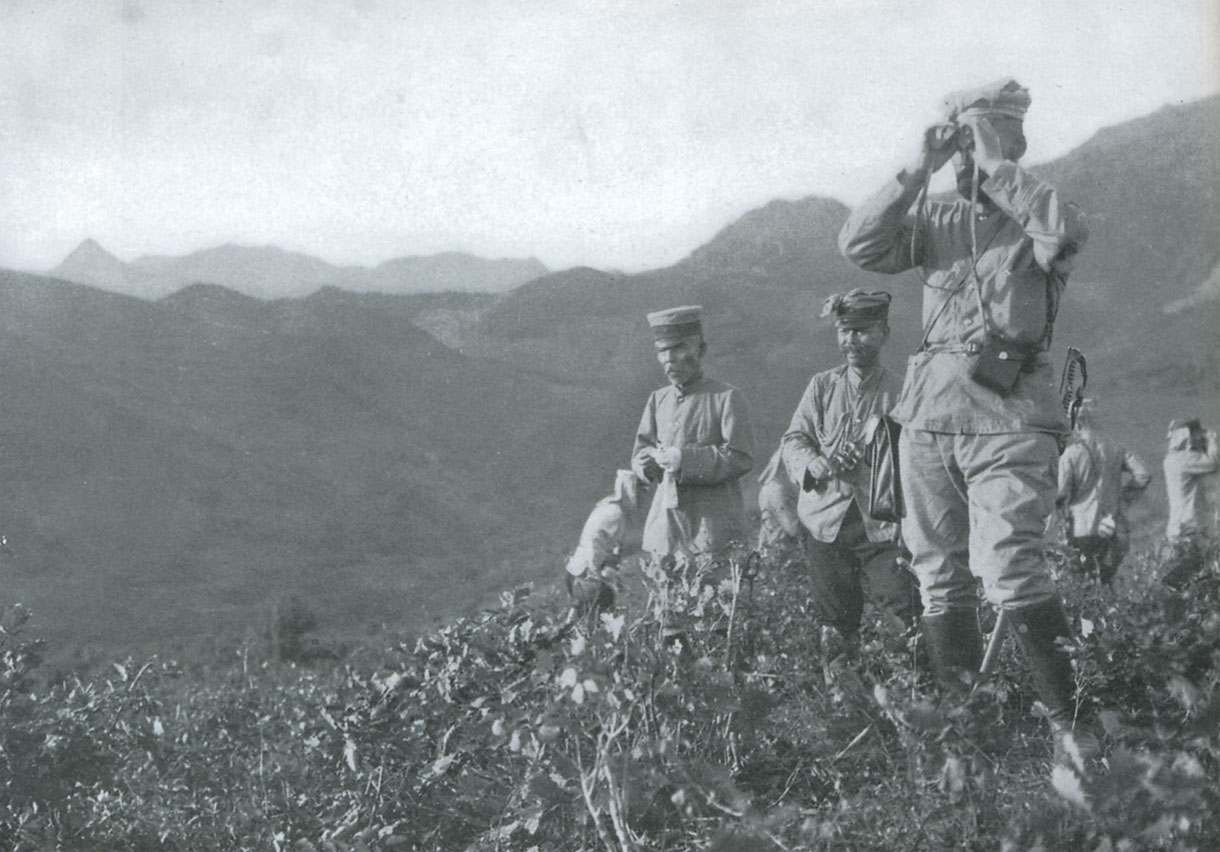
El General Japonés Kuroki y su segundo al mando Shigeta Fujii durante la batalla de Liaoyang.

La batalla se inició el 25 de agosto de 1904, con 158 000 rusos intentando flanquear a los ejércitos japoneses 1.º, 2.º y 3.º, que totalizaban 125 000 hombres. Los defensores rusos eran 158 000 y contaban con tres líneas de defensa en rededor de la ciudad.
Los primeros choques favorecieron a los rusos; el 22 de agosto los japoneses se retiraron en desorden. En vez de perseguirlos, los rusos se replegaron a su vez a la segunda línea de defensas. Así, los japoneses pudieron prepararse para acometer un segundo asalto de las posiciones enemigas, que comenzó tres días más tarde, en el sector sur de las defensas rusas. Al mismo tiempo, parte de las unidades japonesas trataron de rodear la ciudad y cortar la línea férrea que la unía a Mukden. 
El 26 de agosto de 1904, el 1.er Ejército japonés tomó el monte Kosarei y el paso de Hung-sha al sudeste de la ciudad de Liaoyang tras un duro combate. El general Alekséi Kuropatkin, general en jefe de los ejércitos rusos, creyó que la línea exterior de defensa rusa había sido batida y atravesada por unas fuerzas japonesas ahora en persecución. Del 29 al 30 de agosto de 1904, las tropas rusas fueron enviadas a repeler los intensos asaltos japoneses contra la principal línea de defensa al sur de Liaoyang. La noche del 30 de agosto de 1904, el 1.er Ejército japonés cruzó el río al noreste de Liaoyang. Los rusos podían haber embolsado al audaz pero temerario ejército enemigo, pero nuevamente dejaron pasar la oportunidad de tomar la iniciativa. En vez de atacar, los rusos se replegaron a la tercera y última línea de defensa.
Mientras se preparaban para realizar una complicada maniobra contra el 1.er Ejército japonés, los rusos perdieron una posición clave de la tercera línea defensiva, que trataron en vano de recuperar a lo largo de los días 2 y 3.
La noche del 3 de septiembre de 1904, tras varios días de ataques infructuosos, Kuropatkin decidió evacuar Liaoyang y dirigirse hacia Mukden. La desafortunada ciudad abandonada fue saqueada, sucesivamente, por fuerzas rusas, chinas y japonesas.

## Consecuencias
En la conquista de la ciudad los japoneses perdieron 23.000 soldados e infligieron a los rusos 16.000 bajas. Los reñidos combates, sin embargo, habían agotado a los soldados japoneses, que no pudieron impedir la rápida retirada del enemigo hacia Mukden.
La victoria japonesa en Liaoyang y la caída de Port Arthur poco después de aquella contribuyeron a la preparación de la mayor derrota rusa, el siguiente año, en la batalla de Mukden (1905).

## Anexos
- Anexo:Batallas del siglo XX

## Galería
Las fuerzas rusas utilizaron globos aerostáticos con observadores de apoyo en la batalla.

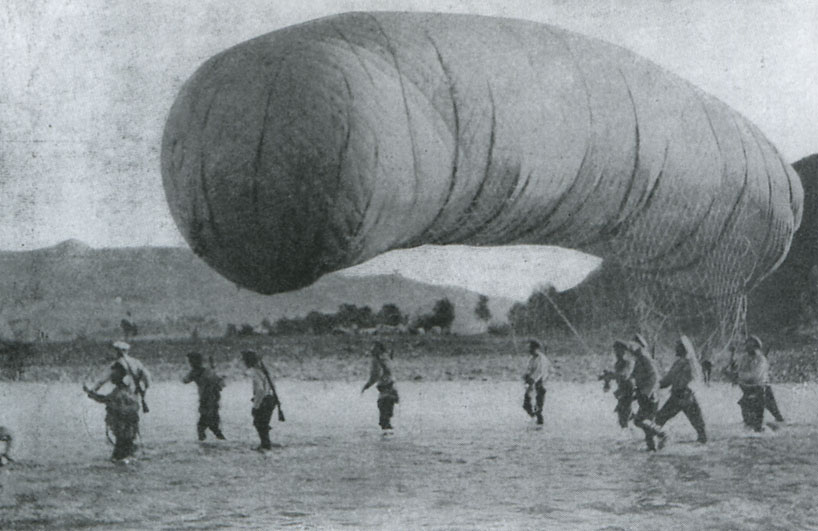
Batalla de Liaoyang, tripulación rusa de un globo manteniéndolo en el suelo.
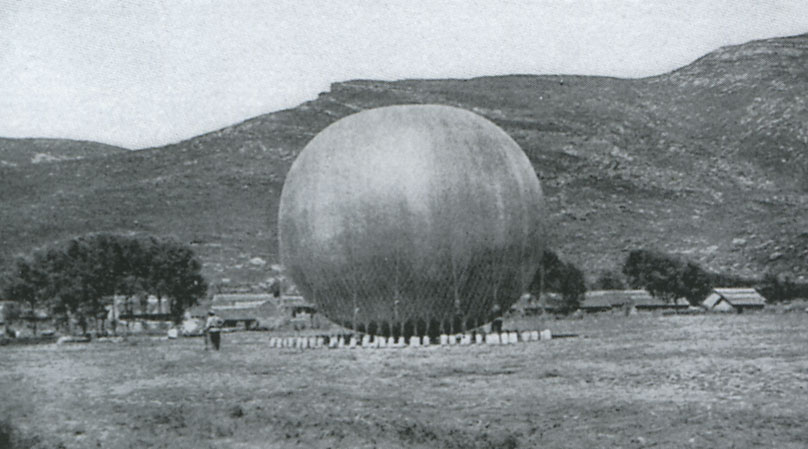
Batalla de Liaoyang, globo aerostático ruso anclado tras una misión.
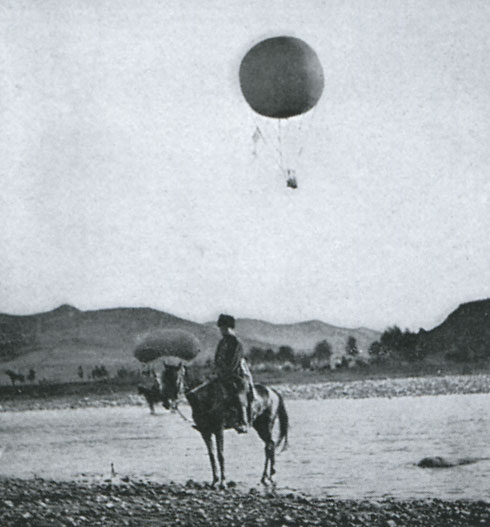
Batalla de Liaoyang, globo de observación ruso en el aire.
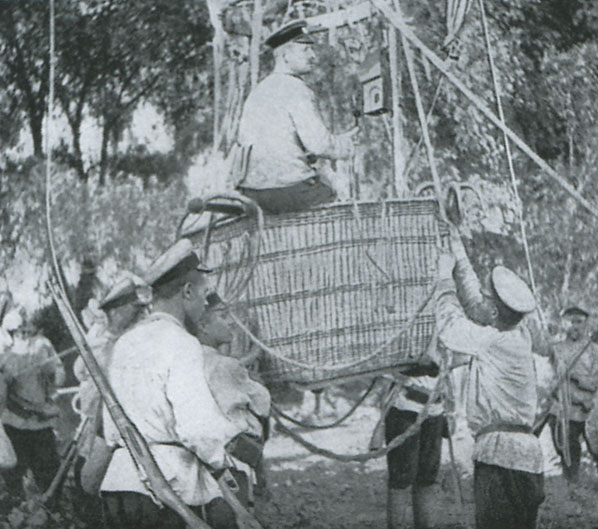
Batalla de Liaoyang, observadores en la cesta de un globo ruso.
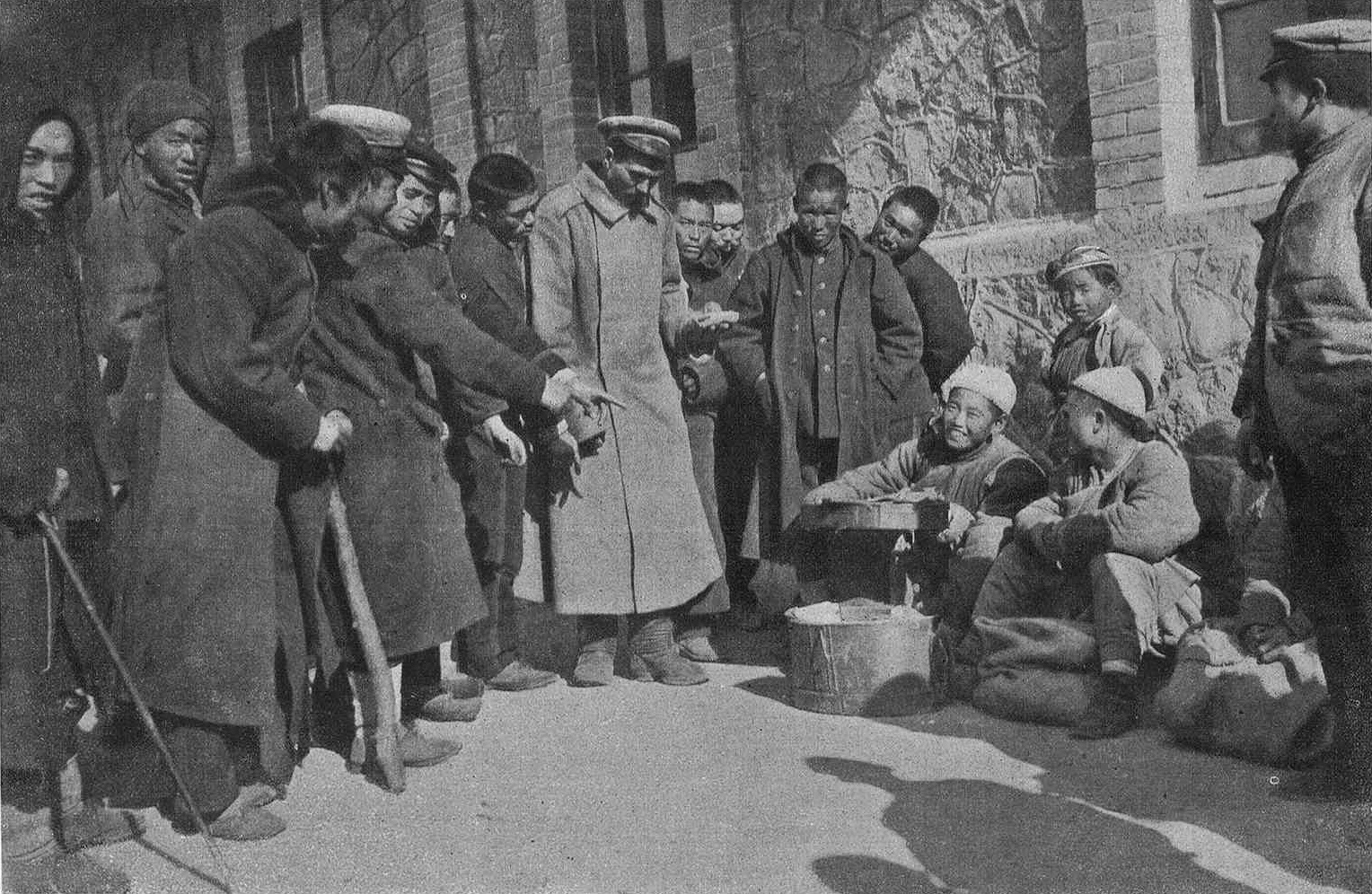
Pasatiempos de los heridos japoneses y de los prisioneros rusos en Liao-Yang.